# Craniella craniana
Craniella craniana är en svampdjursart som beskrevs av de Laubenfels 1953. Craniella craniana ingår i släktet Craniella och familjen Tetillidae.
Artens utbredningsområde är havet utanför Alaska. Inga underarter finns listade i Catalogue of Life.